# 폐렴
폐렴(肺炎, 문화어: 페염, 의학: pneumonia 뉴모니아[*])은 병원체 감염에 의해 폐실질에 염증이 생긴 상태로 중증의 호흡기 감염병이다. 세균을 통한 감염이 가장 많으며, 바이러스, 진균, 기생충 등에 의해 발생한다. 독감이 심하게 진행되어 폐렴을 일으키기도 한다. 드물게는 알레르기 반응이나 자극적인 화학 물질을 흡입해 발생하기도 한다. 노인이나 어린아이, 혹은 전체적으로 상태가 안 좋은 환자들이나 기침 반사가 약한 사람들에게는 흡인성 폐렴이 발생한다 세균이 원인인 경우는 항생제로 치료를 할 수 있다. 항생제가 생기기 전에는 50~90%가 사망할 정도로 위험한 질환이었으나, 현재는 거의 사망하지 않는다. 1940년대에 항생제가 개발되기 전까지는 폐렴 환자의 1/3 정도가 사망하였다. 오늘날에는 적절한 의학적 치료로 폐렴 환자의 95% 이상이 회복된다. 그러나 일부 저개발국(개발 도상국)에서는 폐렴이 여전히 주요 사망 원인 중 하나이다.

## 분류
폐렴은 다음과 같이 몇가지로 분류될 수 있다.
- 원인에 따른 분류
- 발병 위치에 따른 분류
- 발생 시기에 따른 분류
- 병변의 형태에 따른 분류

- 기계적 폐렴
  - 기식 폐렴 (aspiration pneumonia)
  - 폐쇄성 폐렴
  - 흡입 폐렴

- 약으로 인한 폐렴
  - 인터페론
  - 항암제
  - 약초

- 증상 폐렴
  - 교원병 폐렴 ( 관절염에서 류마티스 폐가 대표)

### 병변의 형태에 따른 분류
- 폐포성 폐렴
  - 대엽성 폐렴
  - 기관지 폐렴
- 간질성 폐렴

## 병태생리
폐렴은 폐포에서 병원체의 증식과 이에 대한 인체반응으로 발생하며 미생물은 여러 방식으로 하기도에 도달하며，입인두로부터의 흡인이 가장 흔하다. 소량의 흡인은 수면 중에 자주 발생하며 의식이 저하된 환자에서 잘 발생한다.
코털들과 코선반, 나뭇가지 양식의 기관지 갈라짐, 구역반사와 기침기전은 흡인을 막는 중요한 방어기전이다. 입인두 점막세포에 있는 정상 상재균은 병독성이 더 강한 병원체가 여기에 부착 되는 것을 방해하여 폐렴의 위험을 감소시킨다. 미생물이 폐포까지 흡입되면, 폐포대식세포가 이들 병원체를 청소 혹은 사멸시킨다. 하지만 폐포대식세포가 미생물을 제거할 수 있는 능력이 초과되면 임상적 폐렴이 발생한다.

## 증상
폐렴에 걸렸을 때는 발열, 기침, 가래와 같은 감기와 유사한 증상과 호흡 곤란, 전신 권태감, 가슴의 통증 등을 수반한다.

## 치료

### 지역사회폐렴
중증 폐렴으로 인한 사망과 같은 악영향을 초래할 수 있는 위험도를 객관적으로 평가하는 지표들을 활용하면, 불필요한 입원횟수를 줄일 수 있다. 지표들로는 폐렴중등도지표(pneumonia severity index; PSI)와 폐렴의 중증도를 점수화한 CURB-65가 있다.
CURB-65 지표에는 다음 5가지 변수가 포함된다. 의식혼탁 (confusion; C), 요소(urea > 7 mmol!L; U), 호흡수(분당 ≥ 30 회; R), 혈압(수축기 ≤ 90 mmHg 또는 이완기 ≤ 60 mmHg; B), 나이( ≤ 65세; 65).

## 그림

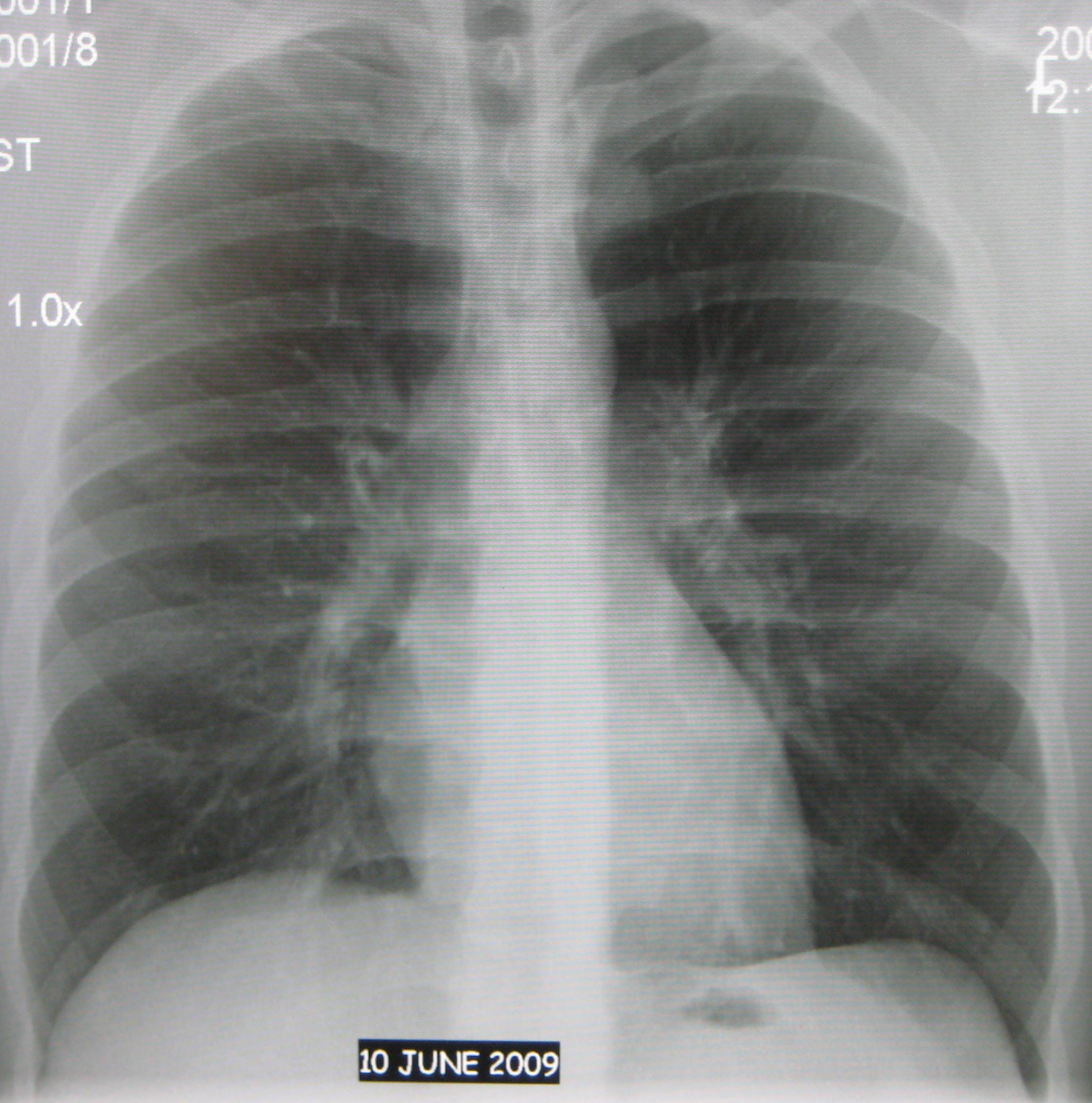
보통 AP CXR
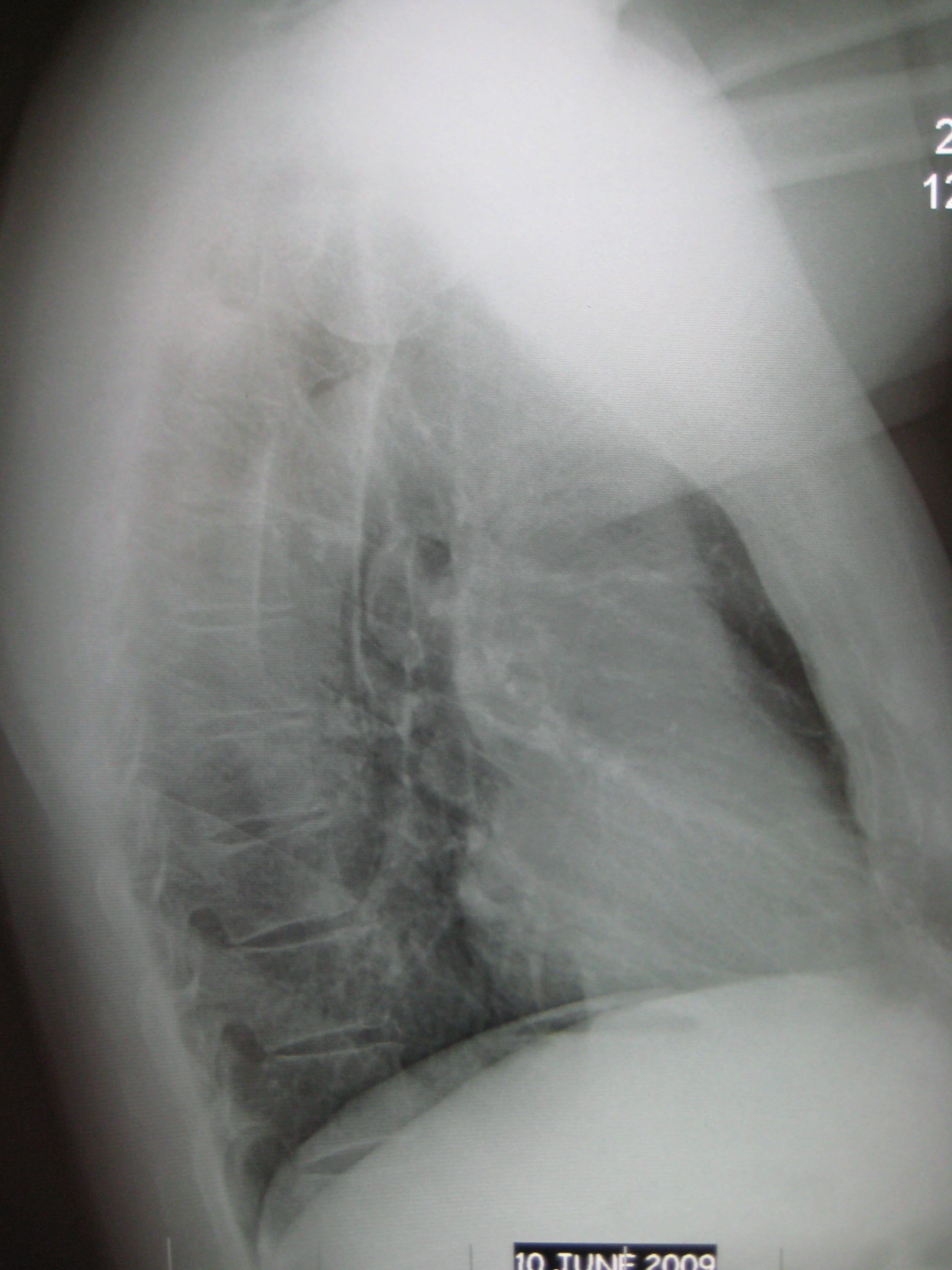
보통 측면 CXR
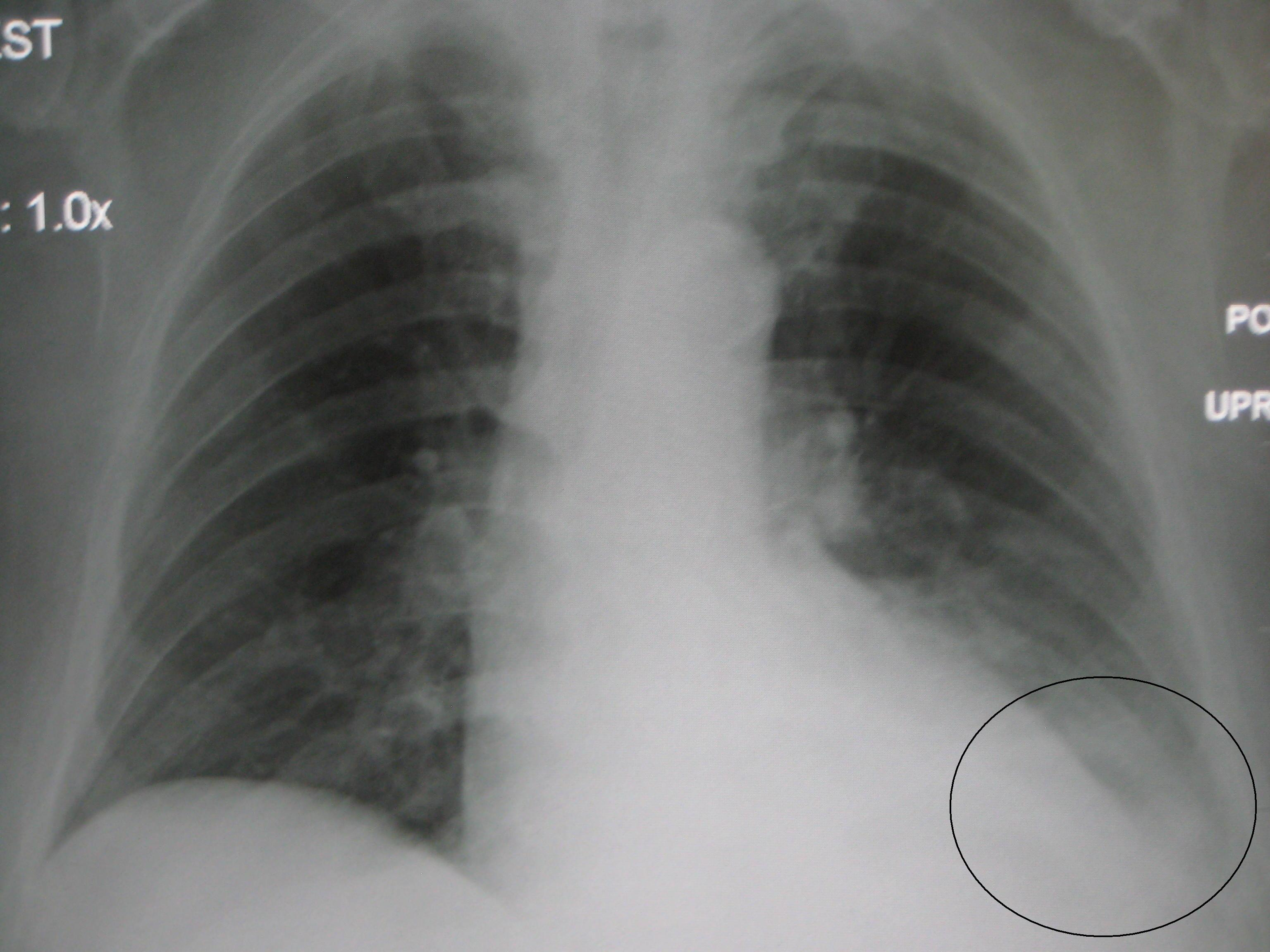
AP CXR, 왼쪽에 폐렴이 있다.
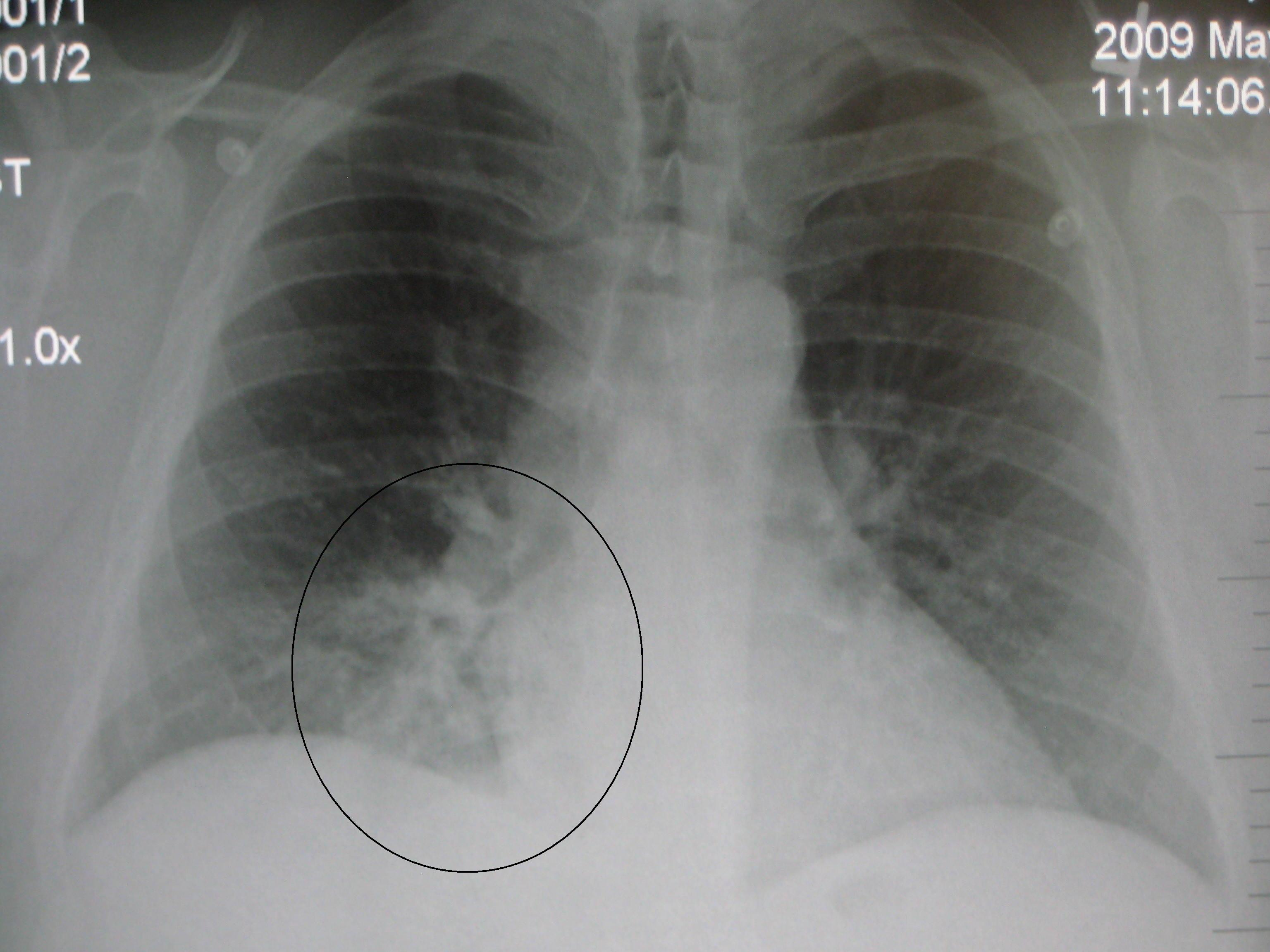
AP CXR, 오른쪽에 폐렴이 있다.
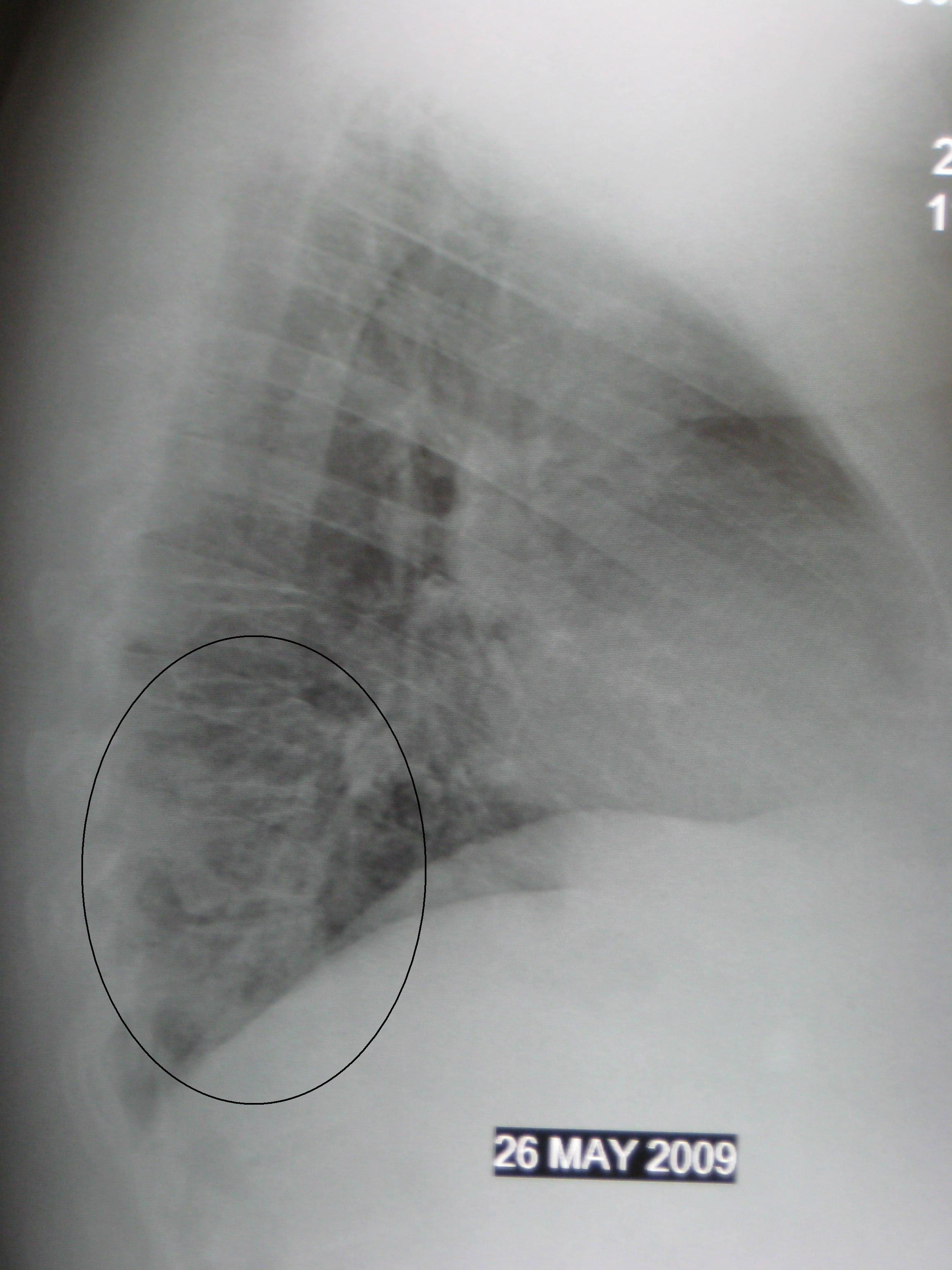
측면 CXR, 오른쪽에 폐렴이 있다.
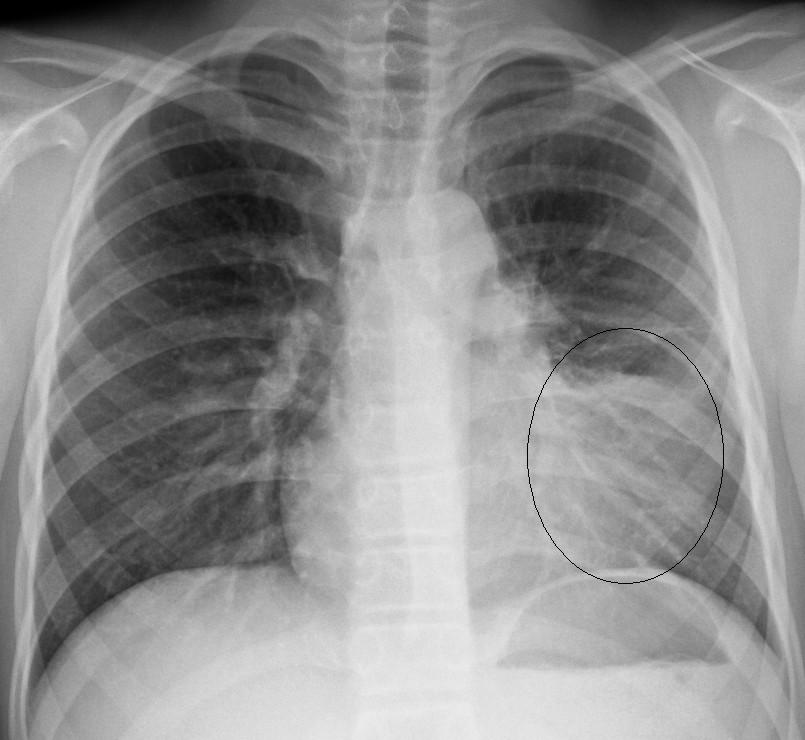
AP CXR, 왼쪽 폐에 폐렴이 있다.

## 같이 보기
- 체외막산소공급(ECMO, ECLS)
- 중동호흡기증후군(MERS)
  - 2015년 대한민국 중동호흡기증후군 유행
- 신종 코로나바이러스
  - 2019-2020년 신종 코로나바이러스 유행
- 패혈증(셉시스, sepsis)
- 다발성 장기 부전(MODS)
- 의료호흡기
- 호흡기 질환
- 간질성 폐질환(ILD)
- 호흡 부전
- 흉수